# BrooklynVegan
BrooklynVegan — музыкальный блог, основанный в 2004 году, в основном посвящённый музыкальным новостям и событиям, происходящим в Нью-Йорке и его окрестностях.
BrooklynVegan начинался в 2004 году как блог, который также освещал веганские блюда в Бруклине. Вскоре после этого основатель и главный редактор переключил своё внимание на эксклюзивное освещение концертной деятельности в этом районе.
Блог известен своими обзорами начинающих артистов, которые попали в поле зрения рубрики Artist Discovery Series фестивалей Austin City Limits и Lollapalooza, а также их программы на радио Sirius-XM. В блоге также представлены артисты, выступавшие на SXSW и CMJ, ежегодном музыкальном фестивале в Нью-Йорке.
В 2011 году BrooklynVegan добавил два раздела, посвящённые Остину и Чикаго. В 2013 году BrooklynVegan приобрёл Invisible Oranges, хорошо известный хэви-металлический блог.